# Pikwitonei Airport
Pikwitonei Airport är en flygplats i Kanada.   Den ligger i provinsen Manitoba, i den sydöstra delen av landet, 1 900 km nordväst om huvudstaden Ottawa. Pikwitonei Airport ligger 192 meter över havet.
Terrängen runt Pikwitonei Airport är mycket platt. Trakten runt Pikwitonei Airport är nära nog obefolkad, med mindre än två invånare per kvadratkilometer.. 
I omgivningarna runt Pikwitonei Airport växer i huvudsak barrskog.